# Pantopipetta lata
Pantopipetta lata är en havsspindelart som beskrevs av Stock, J.H. 1981. Pantopipetta lata ingår i släktet Pantopipetta och familjen Austrodecidae. Inga underarter finns listade i Catalogue of Life.